# Wigilijny barszcz z uszkami

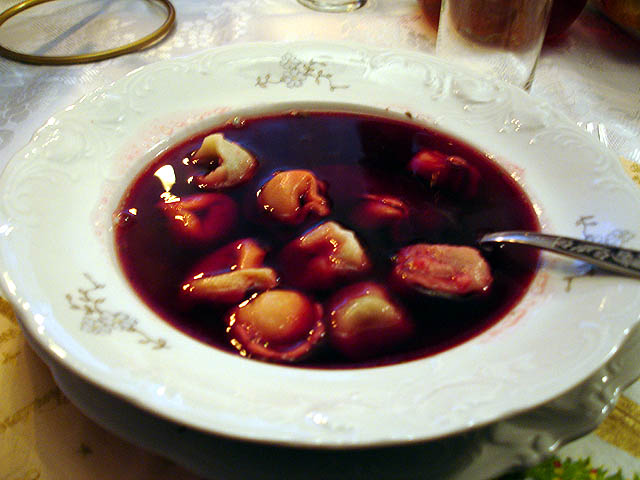
Barszcz z uszkami

Wigilijny barszcz z uszkami – specjalnie przygotowany barszcz czerwony z postnymi uszkami, będący tradycyjną polską zupą podawaną w czasie Wigilii Bożego Narodzenia.
Barszcz wigilijny różni się od barszczu czerwonego przygotowywanego w ciągu roku. Jest to czysty barszcz postny, czyli przygotowany bez stosowania składników mięsnych z wyłączeniem rybnych. Barszcz czysty postny przygotowany jest z wywaru z włoszczyzny i buraków połączonego z wywarem z grzybów suszonych oraz z kwasem buraczanym. Według niektórych przepisów, np. według Mikołaja Reja, buraki przeznaczone na wywar należy wcześniej upiec. Barszcz doprawiamy jest solą i cukrem. Brak pieprzu w zupie pozwala na zastosowanie pikantniejszych dodatków (zob. niżej). Gotowy barszcz powinien być słodkawo-kwaśny, przejrzysty, o barwie intensywnie czerwonej.
Według części przepisów przygotowuje się od razu jeden wywar (z warzyw i grzybów). Maria Disslowa sugerowała opcjonalne wzbogacenie przygotowywanego wywaru głową ryby, solonym (tj. suszonym) koperkiem oraz roztartym czosnkiem. Bywa (np. według Disslowej), że do zupy dorzuca się posiekane, ugotowane buraki oraz podsmażoną cebulę. Rzadziej barszcz wigilijny zaprawiany jest zasmażką – wtedy otrzymana zupa nie będzie czystą i intensywnie czerwoną.
Zakwas buraczany często przygotowywany jest nawet dwa tygodnie przed Wigilią. Innym sposobem na zakwaszenie barszczu jest dodanie soku z cytryny, soku z porzeczek, wiśni sokowych lub kwaśnego kompotu z wiśni. Nie należy używać do tego celu octu. Ostatnio coraz częściej barszcz czerwony przygotowywany jest z koncentratu.
Tradycyjny farsz na uszka wigilijne może składać się z grzybów, cebuli, ryby lub jajek ugotowanych na twardo. Oprócz uszek, barszcz wigilijny podawany bywa z pasztecikami lub pieczonymi pierożkami lub do kulebiaka.